# Noruega en los Juegos Paralímpicos de Heidelberg 1972
Noruega estuvo representada en los Juegos Paralímpicos de Heidelberg 1972 por un total de 27 deportistas, 18 hombres y nueve mujeres.

## Medallistas
El equipo paralímpico noruego obtuvo las siguientes medallas:
| Nombre                           | Deporte       | Evento                            |
| -------------------------------- | ------------- | --------------------------------- |
| Oro                              |               |                                   |
| Jan Erik Stenberg                | Atletismo     | 60 m silla de ruedas 1A masculino |
| Plata                            |               |                                   |
| Vidar Johnsen                    | Halterofilia  | Peso ligero masculino             |
| Bente Grønli                     | Natación      | 50 m libre 4 femenino             |
| Bente Grønli                     | Natación      | 75 m estilos 4 femenino           |
| Harald Gunnerud                  | Natación      | 50 m braza 4 masculino            |
| Aase Klausen Tora Lysø           | Tenis de mesa | Dobles 1A-1B femenino             |
| Bronce                           |               |                                   |
| Marit Berg-Holman Herdis Warberg | Dartchery     | Dobles clase abierta femenino     |
| Bente Grønli                     | Natación      | 50 m espalda 4 femenino           |
| Tora Lysø                        | Tenis de mesa | Individual 1B femenino            |
| Henry Dahlgren                   | Tenis de mesa | Individual 2 masculino            |